# Gajusz Kasjusz Longinus
Gaius Cassius Longinus (ur. przed 85 p.n.e., zm. 3 października 42 p.n.e.) – rzymski wódz, jeden z zabójców Cezara, później walczył przeciw II triumwiratowi. Jeden z ostatnich obrońców republiki. Kwestor w armii Krassusa, wyróżnił się w wojnie z Partami w 53 roku p.n.e. Jako jeden z nielicznych przeżył bitwę pod Karrami. W 49 p.n.e. stał się dowódcą floty pod rozkazami Pompejusza Wielkiego, tym samym stanął przeciwko Cezarowi w wojnie domowej. Jednakże Juliusz Cezar wybaczył mu później i wyznaczył go swoim legatem. Wraz z Markiem Brutusem stał na czele spiskowców, którzy zabili Cezara. W trakcie bitwy pod Filippi, w powstałym zamieszaniu, myśląc, że zbliżają się żołnierze triumwirów, aby uniknąć niewoli, polecił niewolnikowi, by przebił go mieczem. Jak się jednak okazało, byli to jego żołnierze.

## Młodość[1]
Znany jest przekaz mówiący, że jako młody chłopiec, będąc w szkole, kłócił się z synem dyktatora Sulli na temat tyranii, a zatem że od młodych lat okazywał niechęć jednowładztwu. Studiował filozofię na wyspie Rodos pod okiem filozofa Archelaosa z Aten, co z czasem zaowocowało biegłością w grece. Kasjusz stał się także wyznawcą epikureizmu. Gajusz Kasjusz ożenił się z Junią Tertią (Tertulla), córką Serwilli – matki Brutusa. Mieli syna, który urodził się około 60 roku p.n.e.

## Kariera polityczna[2]
Kariera polityczna Kasjusza była związana początkowo z działaniami najbogatszego Rzymianina tamtych czasów – Marka Krassusa. Gajusz Kasjusz został kwestorem w armii Krassusa i wyróżnił się w wojnie z Partami w 53 roku p.n.e. Jako jeden z nielicznych przeżył bitwę pod Karrami, która była jedną z największych klęsk ówczesnego Rzymu, pochłaniając życie wielu ludzi, w tym Marka Krassusa. Podczas bitwy Kasjusz doradzał przyjęcie tradycyjnej rzymskiej formacji wojskowej, która obejmowała użycie kawalerii do flankowania piechoty, aby chronić ją przed atakiem wroga. Krassus zignorował tę radę i powiedział swoim ludziom, aby uformowali pusty kwadrat. W tej formacji kawaleria Partów była w stanie zasypywać Rzymian deszczem strzał bez obawy przed odwetem. Siły rzymskie zostały zmiażdżone, a Kasjusz uciekł z pozostałymi małymi oddziałami z powrotem do Syrii. Następnie w 50 roku p.n.e. powrócił do Rzymu, gdzie w roku 49 p.n.e. został mianowany trybunem ludowym. W 49 roku p.n.e. w Grecji został mianowany dowódcą floty pod rozkazami Pompejusza Wielkiego, a jego brat Lucjusz Kasjusz stanął po stronie Cezara. Gajusz Kasjusz dowodząc flotą zniszczył w roku 48 p.n.e. dużą część statków Cezara. Resztę wojny spędził przy wybrzeżach Italii, ciągle atakując flotę Cezara. Po porażce Pompejusza pod Farsalos w 48 p.n.e. udał się w kierunku Dardaneli z planem zjednoczenia się z królem Pontu Farnakesem II. Kasjusz został jednak pochwycony. Juliusz Cezar wybaczył Kasjuszowi jego wrogie działania, wyznaczył go swoim legatem i skierował do walki przeciwko temu samemu władcy. Później Kasjusz nie zgodził się na walkę przeciwko Katonowi Młodszemu i Metellusowi Scipio w Afryce i osiadł w Rzymie. Następne dwa lata Kasjusz nie pastował żadnego urzędu. W tym czasie zawiązał bliższe relacje z Cyceronem, który podobnie jak on i Brutus miał prorepublikańskie poglądy. W roku 44 p.n.e. został wybrany praetor peregrinus z obietnicą otrzymania pod zarząd prowincji Syria. W tym samym czasie Brutus został praetor urbanus, co uraziło Kasjusza. Z inicjatywy Kasjusza zaczął zawiązywać się spisek przeciwko Cezarowi, na czele którego ostatecznie stanął Marek Brutus. W czasie id marcowych roku 44 p.n.e. spiskowcy zabili Cezara, a Kasjusz zadał cios w okolice klatki piersiowej. Jak twierdzą niektóre źródła, Kasjusz chciał zabić także Antoniusza, jednak nie wyraził na to zgody Brutus. Zwycięstwo zabójców było jednak krótkotrwałe, gdyż Marek Antoniusz przejął władzę i obrócił lud przeciwko nim. Kasjusz i Brutus musieli się ratować ucieczką z miasta na wschód Imperium.

## Bitwa pod Filippi[2]
Po ucieczce Kasjusz i Brutus budowali swoje siły, przygotowując się do konfliktu z Antoniuszem Wezwali lokalnych gubernatorów do finansowania i wzmacniania swoich armii. Ponadto nielegalnie zdobywali broń, przechwytując handel z Azji Mniejszej do Rzymu. Kasjusz rozważał przejęcie Egiptu siłą, podczas gdy Brutus chciał zając Rzym. Wcześniej musieli wygrać starcie z Drugim Triumwiratem, utworzonym z sojuszu między Antoniuszem, Markiem Emiliuszem Lepidusem i stryjecznym bratankiem Cezara Oktawianem. Drugi triumwirat został uznany przez Senat, czyniąc trzech triumwirów trzema najpotężniejszymi ludźmi w całej Republice Rzymskiej. Razem dysponowali armią większą niż ta Kasjusza i Brutusa. Kasjusz i Brutus próbowali osłabić władzę Drugiego Triumwiratu na Wschodzie, atakując odpowiednio Rodos i Licję. Oktawian i Antoniusz popłynęli na Wschód aby stawić im czoło, podczas gdy Lepidus rządził w Rzymie. Rozstrzygająca bitwa pod Filippi rozpoczęła się 3 października 42 p.n.e. Kasjusz walczył z siłami Antoniusza, podczas gdy Brutus walczył z Oktawianem. Każda ze stron widziała zarówno zwycięstwo, jak i porażkę, gdyż Brutusowi udało się pokonać siły Oktawiana, zmuszając go do ucieczki, ale Kasjusz został pokonany przez Antoniusza.

## Pozostałe informacje
1. Plutarch nie szanował Kasjusza, opisując go jako człowieka, który nie był zbyt lubiany i który rządził swoimi żołnierzami ze strachu. Napisał: „…Kasjusz był znany jako człowiek o gwałtownych i niekontrolowanych namiętnościach, którego żądza pieniędzy często kusiła go do zboczenia ze ścieżki sprawiedliwości i dlatego wydawało się naturalne, że jego motywy do walki, wędrówki po imperium i ryzykować życiem nie było wywalczenie wolności dla rodaków, ale zapewnienie sobie jakiegoś wspaniałego miejsca”. Plutarch ma dokładnie odwrotną opinię o współspiskowcu Kasjusza: „Cnoty Brutusa z drugiej strony uczyniły go popularnym wśród szeregowych, kochanym przez przyjaciół i podziwianym przez szlachtę, podczas gdy nawet jego wrogowie go znaleźli nie można go nienawidzić[3]”.
2. Kasjusz nigdy nie używał swojego portretu na monetach, które emitował, woląc zamiast tego pokazywać – jako narzędzie propagandowe – obraz Wolności odkryty lub zawoalowany[3]